# Skyddsväst
- Övre vänster: Svensk polis med "kroppsskydd m/69", ett polisiärt komplett kroppskydd bestående av "västskydd m/69" (kroppsväst och axelparti) som kombineras med "huvudskydd m/69" (hjälm m/37 med pansarvisir), juli 1970.[1]
- Övre höger: Amerikanskt modulär skyddsväst med urtagna skyddssköldar nedantill.
- Undre vänster: Soldater i full skyddsutrustning som hjälper varann spänna fast deras kroppsskydd under en militärövning.
- Undre höger: Amerikanskt militärt kroppsskydd typ IOTV (Improved Outer Tactical Vest).

Kroppsskydd, militärförkortning: krsk, avser inom modern vapenverksamhet, såsom militärt och polisiärt arbete, pansrad skyddsutrustning (kroppsburet pansarskydd) mot stick, hugg och viss ballistisk verkan i olika grader, såsom splitter och tryckvåg från explosion till finkalibrig eld (skottsäkerhet), etc. Sådan rustning utgörs i enklaste form av harnesk, vardagligt kallat skyddsväst (även västskydd och kroppsskyddsväst), men kroppsskydd avser ofta mer komplex skyddsutrustning med skydd för hals, axlar, buk, skrev och i vissa fall lemmar. Även skyddshjälm brukar ingå i en komplett skyddsutrustning – om försedd med skyddsvisir kallat huvudskydd.
Eftersom olika material och utföranden har olika egenskaper tillverkas utrustningen för ett visst användningsområde. Det betyder att t.ex. en "skottsäker" väst certifierad mot pistoler upp till 9 mm inte nödvändigtvis skyddar mot knivstick och att ett spjut kan tränga igenom en knivskyddsväst eftersom ett sådant överstiger skyddsklassen västen är gjord för. Naturligtvis går det att kombinera olika skydd, men det måste vägas mot den ökade vikten och otympligheten. Det är skillnad på vikt och täckningsgrad mellan de dolda västar som främst används inom polisen och personskydd avsedda att stoppa lätta handeldvapen, och de insatvästar som bärs utanpå kläderna av till exempel militärer och insatsstyrkor. De senare är avsedda att skydda även mot gevärsprojektiler. Insatsvästarna är oftast förstärkta med tilläggsplattor gjorda av metall eller kompositmaterial som förhöjer skyddet från lätta eldhandvapen till den tyngre gevärselden. Moderna insatsplattor har oftast en storlek av 25 gånger 30 centimeter och väger mellan två och tre kilo.
En pionjär inom området i Sverige beträffande lätta kroppsskydd av moderna material är företaget Swedish Body Armour som tillverkar skyddsvästar sedan 1992.

## Historia
I början av 1600-talet började den heltäckande riddarrustningen till följd av eldvapnens utveckling att bli alltför tung för att vara praktisk och miste sin betydelse. För att minska rustningens tyngd inskränkte man sig sedan 1600-talets första decennium att endast utrusta soldaterna med ett skottsäkert harnesk som skydd för överkroppen tillsammans med ringkrage och hjälm. Sedan dess har harnesk av olika utseende och konstruktion fortsatt att användas ända in i nutiden och begagnas fortfarande som skyddsvapen i form av dagens skyddsväst.
Under första världskriget experimenterade tyskarna med stålkroppspansar i liten skala i ett försök att minska de stora förlusterna som skördades av granatsplitter. Försöken med kroppspansar var inte lyckade, men vid krigets slut hade alla krigförande nationer försett sina soldater med hjälmar av stål till skydd mot granatsplitter. Inför första världskriget hade många statschefer tillgång till skyddsvästar av silke, vilka visat sig kunna ge skydd vid beskjutning; Franz Ferdinand hade dock inte sin på sig dagen då han blev dödligt sårad i Sarajevo 1914.
Under andra världskriget togs nästa steg i utvecklingen då amerikanska bombflygsbesättningar utrustades med de första moderna skyddsvästarna som skydd mot splitter från det tyska luftvärnet. Efter kriget fortsatte utvecklingen med bättre skydd i moderna material som nylon och sedan kevlar, som till slut även kunde ge ett visst skydd mot kulor.
Fortfarande är de militära skyddsvästarnas främsta uppgift att skydda mot splitter, men det finns även otympligare västar som används av insatsstyrkor och bombdesarmerare som skyddar bättre mot gevärskulor. Lätta västar av moderna material används av poliser och bevakningsföretag sedan slutet av 1990-talet. Dessa moderna västar väger ibland inte mer än cirka 800 gram och har en tjocklek av cirka 4 millimeter. De stoppar främst projektiler från pistoler och revolvrar, men skyddar också mot stick och snitt av vassa föremål. 

## Svenska kroppsskydd

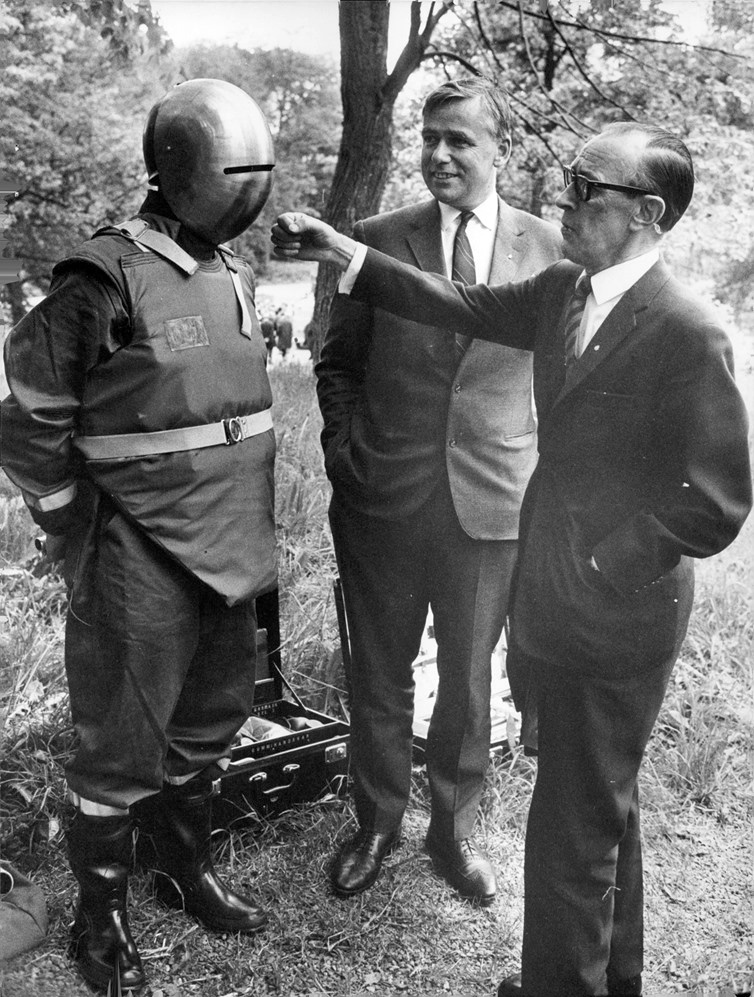
Justitiedepartementet besöker rikspolisstyrelsen för uppvisning av nytt polisiärt kroppsskydd, skottsäker väst samt ett visir (sedermera m/69). I bild: justitieminister Herman Kling och rikspolischefen Carl Persson tittar på förste polisinstruktör Thore Christiansson iförd utrustningen.

- Kroppsskydd m/69 (västskydd m/69 + huvudskydd m/69) – polisiärt komplett kroppskydd bestående av "västskydd m/69" (kroppsväst och axelparti,[3] vikt 15,4 kg)[4] som kombineras med "huvudskydd m/69" (hjälm m/37 med pansarvisir).[5][6][7] Totalvikt: 20,1 kg.[1]
- Kroppsskydd m/90 (krsk 90) – militärt kroppsskydd mot splitter.[8]
- Kroppsskydd m/94 (krsk 94) – militärt kroppsskydd mot splitter. Har fickor på mage och rygg där förstärkningsskydd kan placeras.[8]
- Kroppsskydd m/12 (krsk 12) – militärt modulärt kroppsskyddssystem mot splitter och finkalibriga vapen.[9]